# 尼古拉·烏里揚諾夫
尼古拉·帕夫洛維奇·烏里揚諾夫（俄语：Николай Павлович Улья́нов，1877年5月1日—1949年5月5日）是俄羅斯的一名藝術家。